# Блас Канто
Блас Канто (шпа. Blas Cantó; 26. октобар 1991) је шпански поп певач. Био је члан познатог шпанског бенда Аурин. Године 2017. је започео соло каријеру.

## Биографија
Блас Канто је рођену у шпанској општини Рикоте као Blas Cantó Moreno. Године 2000. је учествовао у дечијој талент емисији Veo Veo, са осам година. 2004. године учествовао је на такмичењу Eurojunior, шпанском националном избору за Дечју Песму Евровизије 2004, са песмом Sentir. Изгубио је од Марије Изабел, која је била и победница свеукупног такмичења.
2009. године је основао бој бенд Аурин који су чинили посим њега и Алваро Ганго, Карлос Марко, Давид Лафуенте и Дани Фернандез. Група је 2011. учествовала на такмичењу Destino Eurovisión, националномк избору за шпанску песму на Песму Евровизије 2011. Прошли су у топ три али су изгубили од Луције Перез која је отишла у Диселдорф на такмичење. Аурин је стекао популарност након наступа на националном избору. Убрзо објављују албуме Endless Road, 7058 и Anti-Heroes. Ти албуми су остварили велике успехе на шпанској музичкој топ листи. Касније објављују албум Circus Avenue, а крајем 2015. и њихов задњи албум Ghost Town. Седам месеци након објаве задњег албума, бенд се распао јер су чланови бенда жељели да покрену соло каријере.
У јулу 2016. године, најављено је да ће Канто учествовати у шпанској забавној емисији Tu Cara Me Suena (шпанска верзија емисије Твоје Лице звучи познато). Емисија је трајала од 7. октобра 2016. године, а финале је одржано 3. марта 2017. године. Канто је био победник емисије са 55% гласова публике. Након што је раније потписао уговор са издавачком кућом Warner Music Spain, на дан победе на Tu Cara Me Suena, објавио је свој први сингл In Your Bed.
9. марта 2018. године је објавио прву песму на шпанском језику под називом Él no soy yo, а 14. септебра исте године је објавио свој дебитантски албум Complicado.
5. октобра 2019. године је објављено да ће он представљати Шпанију на Песми Евровизије 2020. у Ротердаму. Касније је објављена песма Universo са којом би наступио на Песми Евровизије. 18. марта 2020. је објављено да је такмичење отказано због пандемије коронавируса. Истог дана шпанска телевизија TVE је објавила да ће он бити представник Шпаније на Песми Евровизије 2021.

## Дискографија
- In Your Bed (2017)
- Drunk and Irresponsible (2017)
- No volveré (A seguir tus pasos) (2018)
- Él no soy yo (2018)
- Héroe (2018)
- Dejarte ir  (2018) (са Леире)
- Complicado (2018)
- Si te vas (2019)
- Volver a bailar (2019)

## Албуми
- Complicado (2018)
- Complicados (Reissue) (2019)